# 北斗七星桥
北斗七星桥（又称九曲桥）位于广西桂林市区内古南门南侧，东连湖心岛，西接古南门，连接榕湖湖岸与湖心岛，是广西目前为最长的汉白玉桥，全长126.25米。
桥采用独柱独梁挑板结构，桥形布局走向按北斗七星分布，故名北斗七星桥。

## 印象
桥面栏杆都用高级汉白玉做成，雕刻有充满民俗风情的吉庆图案，蜿蜒而又曲折，与周围的景致极度融合，仿佛回到了古代。